# Clyde Tomb von Cragabus

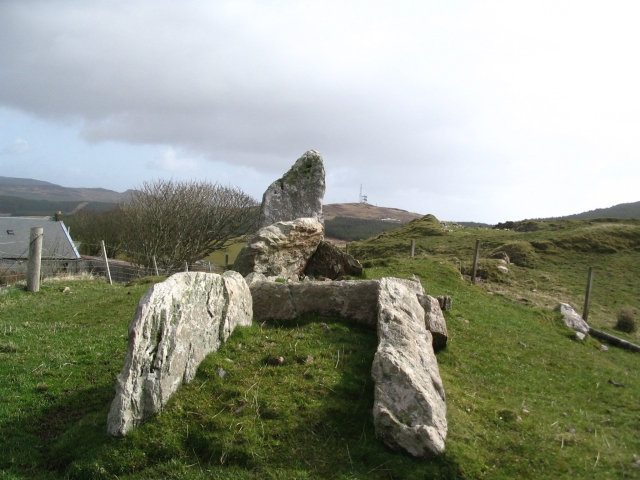
Clyde Tomb von Cragabus

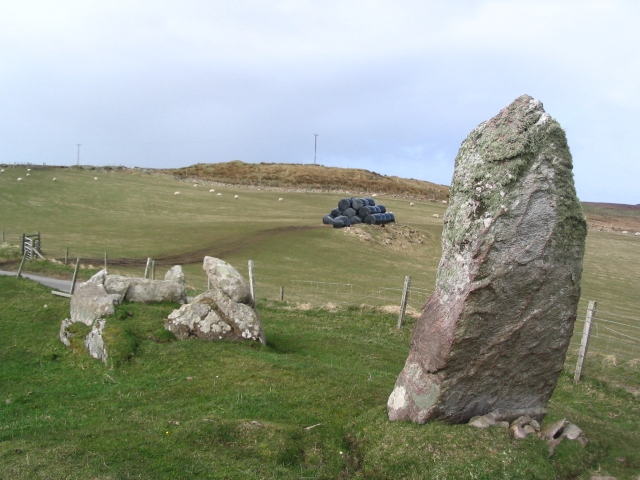
Clyde Tomb von Cragabus

Das gestörte Clyde Tomb von Cragabus liegt auf der Westseite von Creag Mhor, einem kleinen Hügel an der Straße C 17, westlich von Port Ellen auf der Inneren Hebrideninsel Islay in Schottland.
Das Gelände ist grasbewachsen und es gibt keine Reste eines Cairns. Der auffällige stehende Stein des Clyde Tombs etwa drei Meter östlich der Kammer ist etwa 2,1 m hoch. Ausgrabungen ergaben eine Gesamthöhe von 3,5 m. Der Vergleich mit älteren Messungen von 1901 zeigt, dass der Boden seither erheblich angestiegen ist. Der Stein muss als Rest eines Portalsteinpaares angesehen werden, was bedeutet, dass es sich ursprünglich um eine 7,8 m lange durch Querplatten unterteilte Kammer mit drei oder vier Bereichen handelt. Die erhaltene Kammer ist 4,9 m lang und 1,0 bis 1,1 m breit. Bei den von Bryce ausgegrabenen Fächern wurde festgestellt, dass sie "mit Steinen und dunklem Schimmel gefüllt" waren. Menschliche Knochen waren "in großer Unordnung, obwohl sie größtenteils in den Ecken und an den Seiten der Zisten gruppiert waren". Die Artefakte enthalten Becher und andere Scherben, Feuersteinabschläge und Kieselsteine. In der Mitte der Kammer befanden sich auch Tierknochen, darunter die eines Ochsen und eines Schweins oder Schafes. Die Keramik und die Feuersteine befinden sich jetzt im National Museum of Antiquities of Scotland.